# بریجپورت (کنتاکی)
بریجپورت (به انگلیسی: Bridgeport) یک منطقهٔ مسکونی در ایالات متحده آمریکا است که در شهرستان فرانکلین، کنتاکی واقع شده‌است. بریجپورت ۲۱۳٫۹۷ متر بالاتر از سطح دریا واقع شده‌است.